# Padegan-e Allahoakbar
Padegan-e Allahoakbar – miejscowość będąca osiedlem wojskowym leżąca w zachodnim Iranie, w ostanie Kermanszah. W 2006 roku miejscowość liczyła 332 osób w 82 rodzinach.